# Дюрренеш
Дюрренеш (нем. Dürrenäsch) — коммуна в Швейцарии, в кантоне Аргау.
Входит в состав округа Кульм. Население составляет 1344 человека (на 31 декабря 2021 года). Официальный код — 4134.

## Авиакатастрофа
4 сентября 1963 года на окраине Дюрренеша рухнул авиалайнер Sud Aviation SE-210 Caravelle III авиакомпании Swissair, выполнявший рейс SR-306 по маршруту Цюрих—Женева—Рим. В катастрофе погибли 80 человек (74 пассажира и 6 членов экипажа), что делало её на то время крупнейшей в Швейцарии.

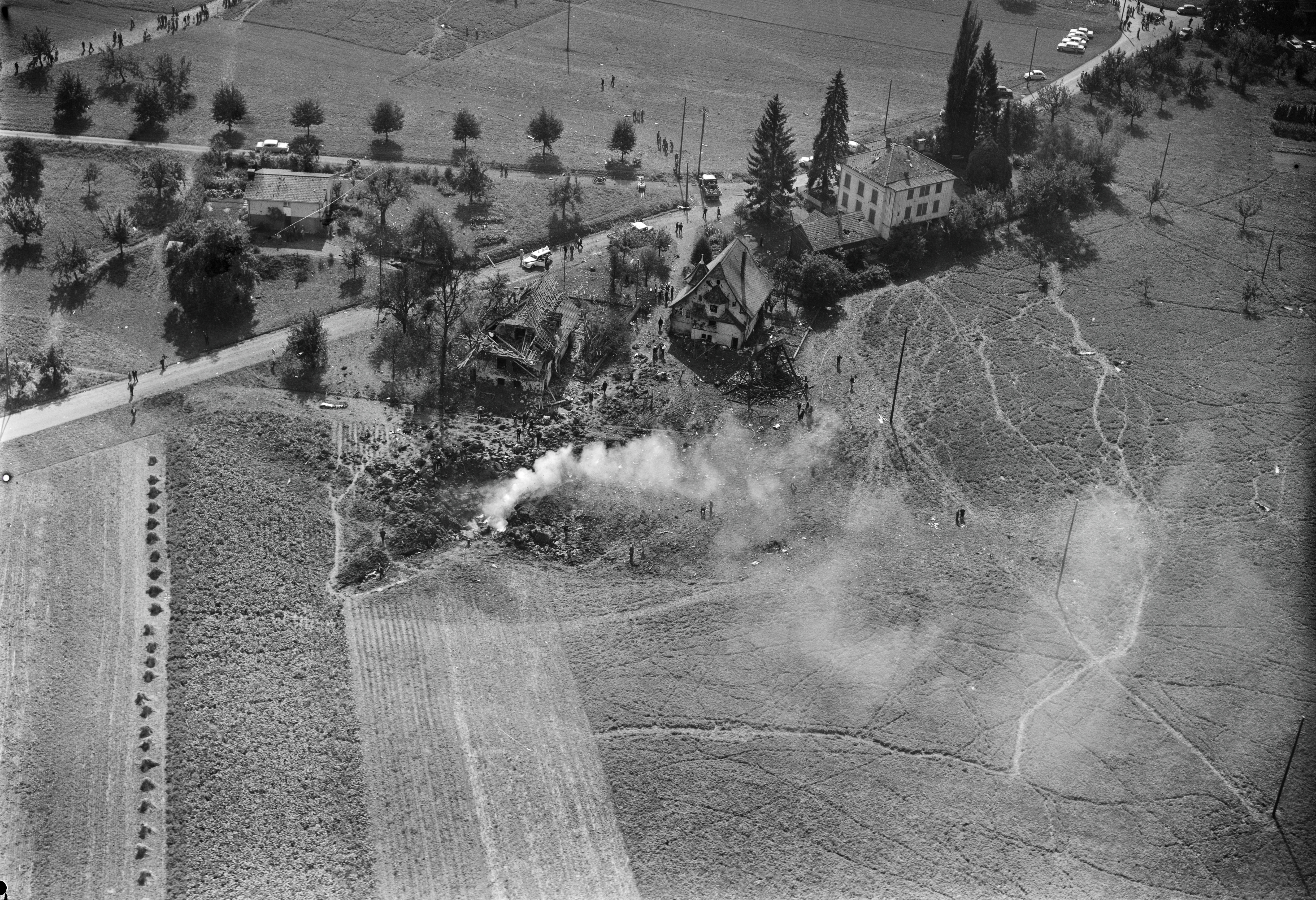
место крушения
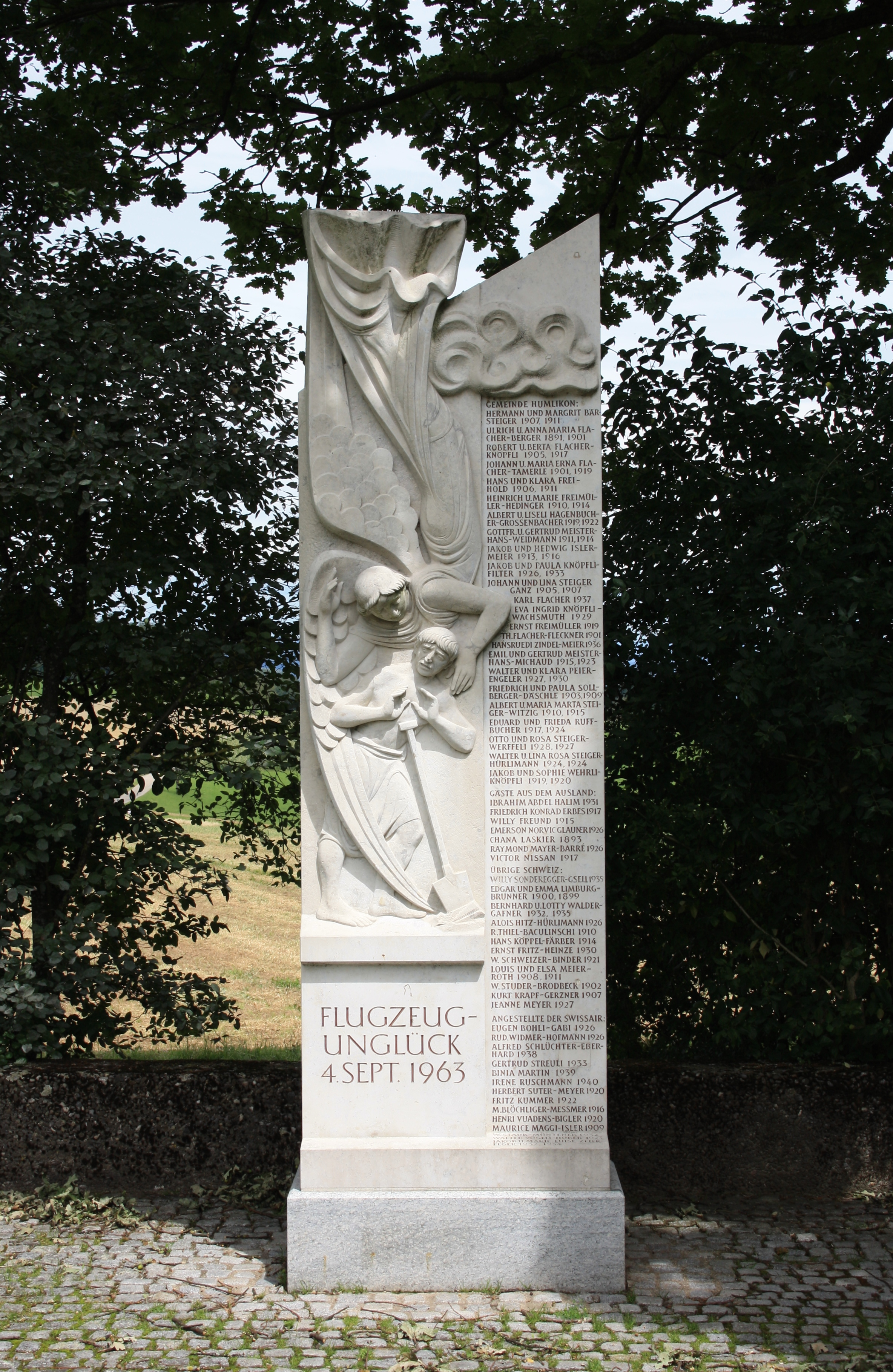
мемориал погибшим